# Kirkeøy

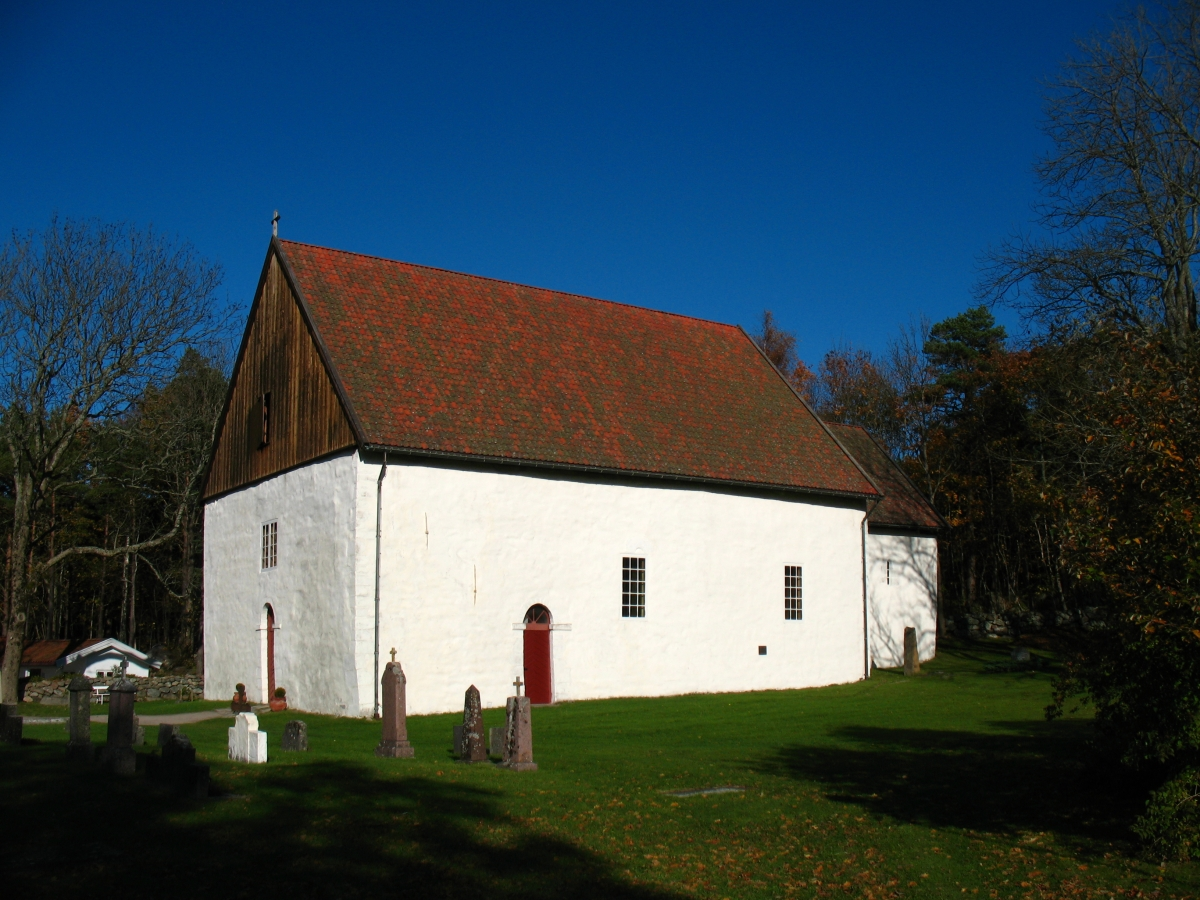
La iglesia Hvaler en Kirkeøy

Kirkeøy es la isla más grande del municipio noruego de Hvaler. Su nombre significa "isla iglesia" y se deriva de la iglesia Hvaler que se encuentra en la isla y es también la iglesia principal del municipio. La isla cubre un área de 29,6 kilómetros cuadrados y tenía una población de 1.345 habitantes en el año 2017. Al igual que las otras islas Hvaler, la topografía de Kirkeøy está marcada por afloramientos de granito, varias ensenadas y bosques mixtos dominados por pinos silvestres y abedules plateados. En el extremo sur de la isla se encuentra el pueblo de Skjærhalden, que también es el centro administrativo del municipio. Hay varias casas de vacaciones en la isla, que es un destino popular para los turistas en el verano. La isla está conectada con el continente a través de un túnel de 1,8 kilómetros de largo hasta Asmaløy. Desde Asmaløy hay puentes hacia Fredrikstad.
La Iglesia Hvaler (Hvaler Kirke) es una iglesia de la época  medieval, probablemente iniciada alrededor de 1000-1100; es la iglesia principal del archipiélago. Es una iglesia de piedra con nave rectangular y coro y ábside estrechos. El púlpito es del siglo XVII. En 1750 la iglesia recibió un nuevo altar, que en 1759 se complementó con un retablo montado sobre el altar. Entre 1953 y 1955, la iglesia pasó por una completa restauración dirigida por el anticuario Håkon Christie. El órgano de J. H. Jorgensen es de 1955.